# Dechantskirchen
Dechantskirchen osztrák község Stájerország Hartberg-fürstenfeldi járásában. 2017 januárjában 2033 lakosa volt.

## Elhelyezkedése

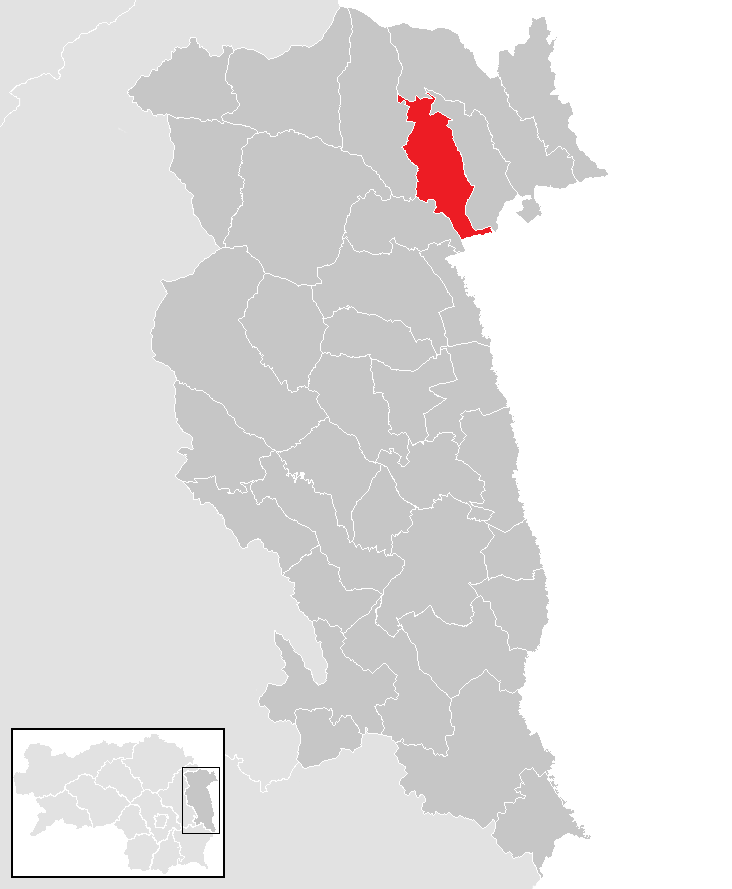
Dechantskirchen a Hartberg-fürstenfeldi járásban

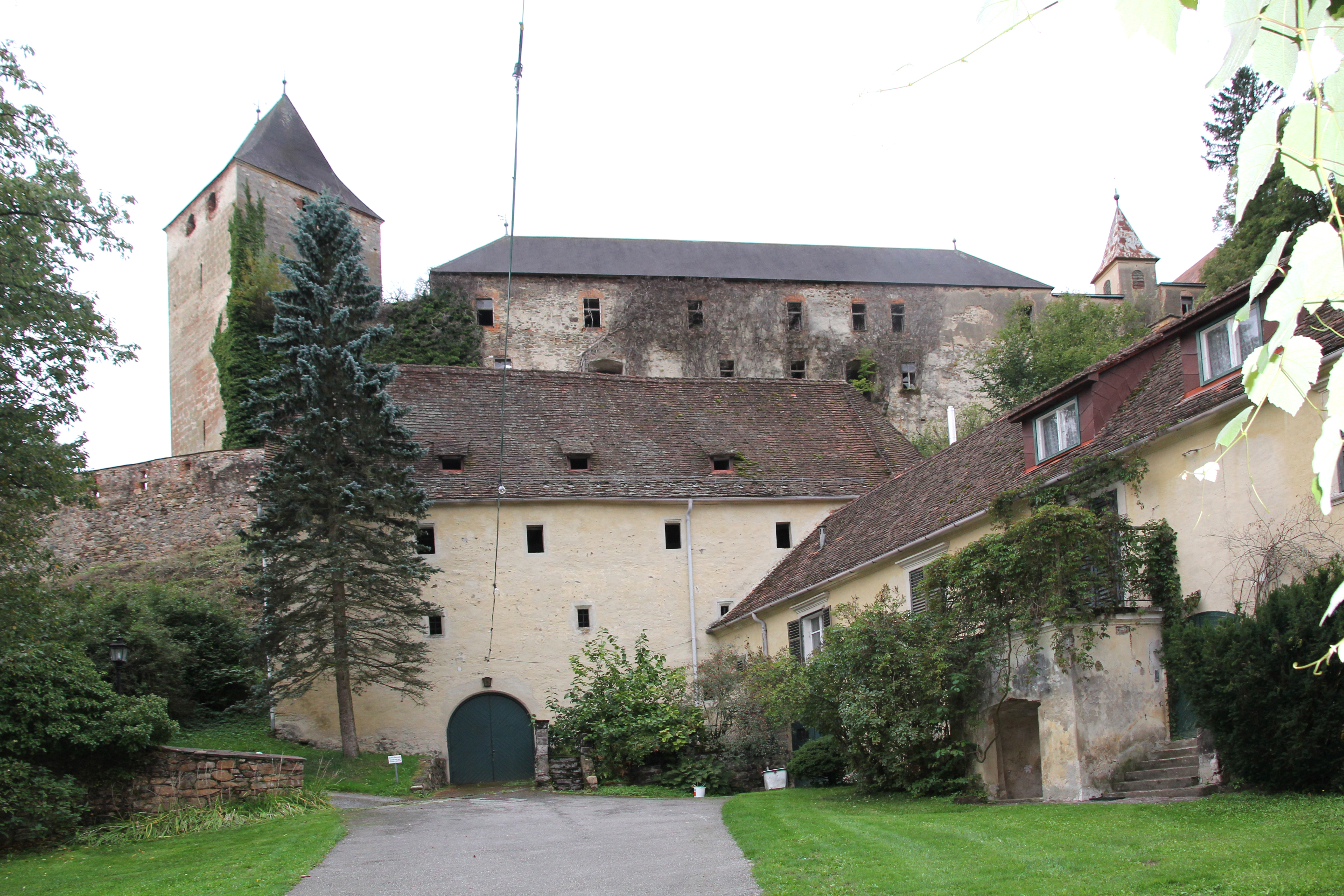
Thalberg vára

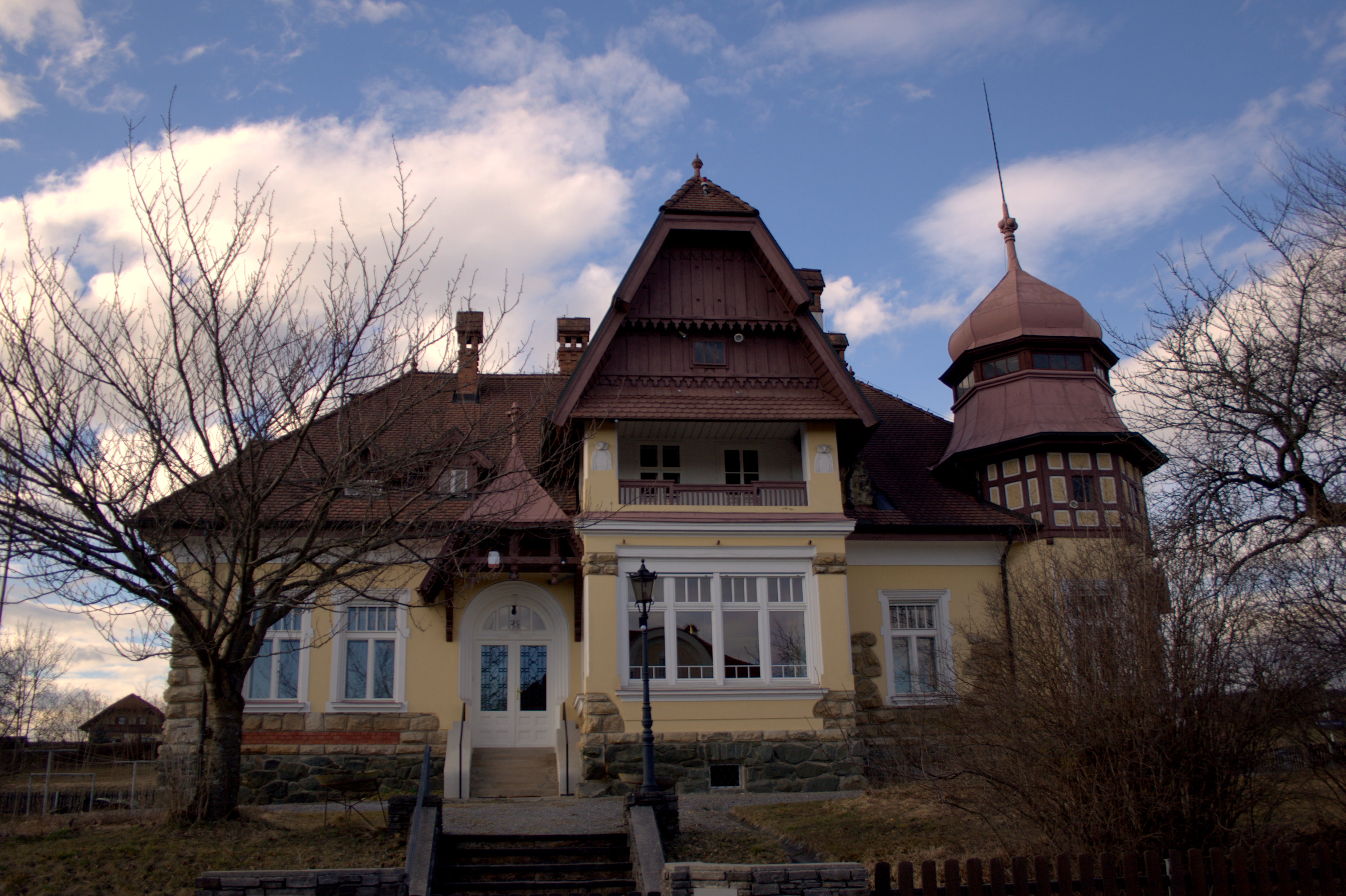
A Lehner-villa

Dechantskirchen a Kelet-murai Elő-Alpok lábánál fekszik, 15 km-re északra a járási központ Hartbergtől. Legmagasabb pontja az 1314 méteres Hochkogel. A területén átfolyó patakok közvetlenül vagy közvetetten a Lapincsba (a Rába mellékfolyójába) torkollanak. Az önkormányzat 4 katasztrális községben (Dechantskirchen, Hohenau, Kroisbach, Schlag) 8 települést egyesít: Bergen (109 lakos), Burgfeld (129), Dechantskirchen (638), Hohenau am Wechsel (98), Kroisbach (402), Limbach (26), Schlag bei Thalberg (389), Stögersbach (242).
A környező önkormányzatok: délnyugatra Rohrbach an der Lafnitz, északnyugatra Sankt Lorenzen am Wechsel, északra Pinggau, keletre Friedberg, délkeletre Pinkafő, délre Árokszállás (utóbbi kettő Burgenlandban). 	

## Története
Dechantskirchen területe a régészeti leletek (többek között állókövek és alagutak) tanúsága szerint már az újkőkorban, i.e. 3000-1500 között is lakott volt. A római időszak helyi lakóiról két márványból faragott, állatfigurákkal és emberalakokkal díszített sírkő árulkodik, amelyek ma a temető falába vannak beépítve. Az egyikre Masculus Masculo, a másikra Calvisius, Calventius fia név van írva.
A 6. század végén szlávok települtek meg a térségben; tőlük nem maradtak fenn építmények. A 8. század végétől a terület a Frank Birodalomhoz tartozott. A 9. század végén megszállták a honfoglaló magyarok, majd III. Henrik császár 1043-ban visszafoglalta. A mai önkormányzat területe ekkor még lakatlan erdő volt, amely előbb a Wels-Lambach őrgrófok, majd a Formbach grófok tulajdonában volt. 
Dechantskirchent az írott források először 1155-ben említik, amikor I. Eberhard salzburgi érsek az admonti kolostornak adományozott két itteni jobbágytelket. 1163-ban a falu a voraui apátsághoz került, amelyet akkor alapított III. Ottokár stájer őrgróf. A későbbiekben a birtok többször is gazdát cserélt. 
Stögersbachot először 1396-ban említik, Kroisbachot pedig 1381-ben. 
1967-ben az addig önálló Hohenau am Wechsel községet egyesítették Dechantskirchen önkormányzatával. A 2015-ös stájerországi közigazgatási reform során a felszámolt Schlag bei Thalberg két katasztrális községét, Kroisbachot és Schlagot csatolták Dechantskirchenhez.

## Lakosság
A dechantskircheni önkormányzat területén 2017 januárjában 2033 fő élt. 2015-ben a helybeliek 99%-a volt osztrák állampolgár; a külföldiek közül 0,7% a régi (2004 előtti), 0,2% az új EU-tagállamokból érkezett. 2001-ben a lakosok 97,5%-a római katolikusnak, 0,4% evangélikusnak, 0,9% pedig felekezet nélkülinek vallotta magát. Ugyanekkor 8 magyar élt a községben.

## Látnivalók
- Thalberg várát 1171-1180 körül építette a stájer herceg a magyar betörések elleni védelemként. A 15. században a Rottal-család  kezébe került, akik átépítették és kibővítették. 1523-ban a Dietrichsteineké lett, akik a voraui és pöllaui apátságok pénzügyi segítségével megerősítették. 1530 körül a törökök megrongálták. 1610-ben a jezsuitáké lett, majd a rend felszámolása után elárverezték. A többszöri tulajdonosváltás során állapota leromlott, kövei egy részét széthordták, csak a 20. század elején állították helyre. Ma magánkézben van.
- a késő gótikus Szt. István plébániatemplom 1470 körül épült, majd a barokk korban módosították. Főoltára 1725-ből való.
- a Lehner-villa
- Kroisbach kápolnája

## Fordítás
- Ez a szócikk részben vagy egészben  a   Dechantskirchen című német Wikipédia-szócikk ezen változatának fordításán alapul.  Az eredeti cikk szerkesztőit annak laptörténete sorolja fel. Ez a jelzés csupán a megfogalmazás eredetét és a szerzői jogokat jelzi, nem szolgál a cikkben szereplő információk forrásmegjelöléseként.